# Belgrade (Nebraska)
Belgrade es una villa ubicada en el condado de Nance en el estado estadounidense de Nebraska. En el Censo de 2010 tenía una población de 126 habitantes y una densidad poblacional de 260,15 personas por km².

## Geografía
Belgrade se encuentra ubicada en las coordenadas 41°28′15″N 98°4′4″O / 41.47083, -98.06778. Según la Oficina del Censo de los Estados Unidos, Belgrade tiene una superficie total de 0.48 km², de la cual 0.48 km² corresponden a tierra firme.

## Demografía
Según el censo de 2010, había 126 personas residiendo en Belgrade. La densidad de población era de 260,15 hab./km². De los 126 habitantes, Belgrade estaba compuesto por el 99.21% blancos y el 0.79% pertenecían a dos o más razas. Del total de la población el 0.79% eran hispanos o latinos de cualquier raza.